# Exit (Alice)
Exit è il 14° album in studio di Alice, pubblicato nel 1998.

## Descrizione
Il singolo Open your eyes, cantato in coppia con Skye Edwards dei Morcheeba, ottenne un buon successo (il videoclip del brano fu girato dalle due artiste a Londra): il brano porta la firma di Peter Hammill, che con Alice aveva collaborato nell'album Il sole nella pioggia, duettando in Now and forever (sempre da lui scritta). Open your eyes fu cantata anche con Franco Battiato sul palco di Night Express. Il cd singolo Open your eyes conteneva (oltre a Il vento soltanto), anche il brano Da lontano (Lyrics/Music: Francesco Messina/Alice Visconti, Francesco Messina), mai inserito in un album.
Dopo Troppe emozioni, contenuta nell'album Metallo non metallo dei Bluvertigo, Alice torna a collaborare con Morgan, il quale firma con Luca Urbani L'immagine: il brano è stato anche presentato da Alice e Morgan sul palco di Roxy Bar.
Il cielo sopra il cielo era apparsa l'anno precedente nel CD Devogue (al quale hanno partecipato anche Juri Camisasca e la stessa Alice), cantata da Francesco Messina, che ne è anche l'autore.
1943 (di Mino Di Martino) è una toccante dedica alla poetessa tedesca Else Lasker-Schüler, incentrata sulla tematica della guerra: il 12 novembre 2003, in seguito alla strage di Nassirya, Alice l'ha eseguita come fuori-programma durante un concerto in diretta radiofonica.
Il testo de Lo specchio fu utilizzato nel 1999 per la versione remix di I am a taxi, uscita su CD singolo.
L'étranger è una cover di Léo Ferré, su testo di Charles Baudelaire.

## Tracce
1. Dimmi di sì (Alice) - 4:09
2. Open Your Eyes (Camisasca, Hammill, Messina, Alice) - 4:07
3. Il vento soltanto (Alice, Osvaldo Coluccino) - 3:25
4. L'immagine (Urbani, Castoldi, Messina) - 3:42
5. Exit (Alice, Osvaldo Coluccino)  - 4:25
6. Isole (Amato, Zitello)  - 3:45
7. Il contatto (Alice)  - 3:44
8. Il cielo sopra il cielo (Messina, Di Martino)  - 1:18
9. I am a taxi (Messina, Alice)  - 4:28
10. 1943 (Di Martino)  - 3:32
11. Transito (Di Martino, Messina)  - 4:21
12. Lo specchio (Messina, Alice)  - 1:58
13. L'étranger (Ferrè, Baudelaire)  - 3:06

## Formazione
- Alice – voce, tastiera (2, 3, 5, 7, 12)
- Morgan – voce, basso (traccia 4)
- Marco Guarnerio – tastiera, chitarra acustica (tracce 3, 4, 5), chitarra elettrica (tracce 9, 11), organo Hammond (traccia 11), sintetizzatore (1, 3, 5, 9)
- Mauro Spina – batteria
- Francesco Messina – tastiera, sintetizzatore (tracce 1, 3, 4, 7, 9, 11, 13)
- Simone D'Eusanio – violino (tracce 6, 7, 11)
- Andrea Cernecca – violoncello (traccia 13)
- Bruno Romani – flauto (traccia 13), sax (traccia 6)
- Vincenzo Zitello – arpa (traccia 6)